# Bo Diddley's Beach Party
Bo Diddley's Beach Party è un album dal vivo del musicista rock and roll statunitense Bo Diddley.
Registrato dal vivo in concerto nel luglio 1963 presso il Beach Club di Myrtle Beach, Carolina del Sud, è uno dei primi dischi dal vivo di musica rock registrato con uno studio mobile. L'album fu un successo in Gran Bretagna dove raggiunse la tredicesima posizione in classifica, restando in classifica per sei settimane.

## Tracce
- Tutti i brani sono opera di Ellas McDaniel (Bo Diddley), tranne dove indicato diversamente

Lato 1
1. Memphis (Chuck Berry) – 2:09
2. Gunslinger – 2:29
3. Hey! Bo Diddley – 2:43
4. Old Smokey – 3:05
5. Bo Diddley's Dog – 3:38

Lato 2
1. I'm All Right – 3:45
2. Mr. Custer – 2:56
3. Bo's Waltz – 3:09
4. What's Buggin' You (Crackin' Up) – 2:38
5. Road Runner – 3:42

## Formazione
- Bo Diddley – voce, chitarra solista
- Jerome Green – batteria, maracas, cori
- Norma-Jean Wofford (The Duchess) – chitarra ritmica, cori[4]

Produzione
- Marshall Chess, Max Cooperstein – produzione
- John Brooks – ingegnere del suono